# Junior Kimbrough
Pour les articles homonymes, voir Kimbrough.
David « Junior » Kimbrough (né à Hudsonville (en), le 28 juillet 1930 ; mort à Holly Springs, le 17 janvier 1998) est un guitariste de blues américain.

## Biographie
Kimbrough est originaire de Hill Country au nord de l'État du Mississippi dans la région de Holly Springs. Même s'il joue la majeure partie de sa vie, il ne rencontre le succès qu'après avoir signé un contrat avec le label Fat Possum Records au début des années 1990.
Distillant un son inimitable proche de la transe, il fut dès lors considéré comme une légende vivante du blues. Cette notoriété attira les membres de U2 et des Rolling Stones dans son bar Junior's Place à Chulahoma (Mississippi) où il avait l'habitude de jouer tous les weekends. Il participe aussi à une tournée américaine en soutien à Iggy Pop.
En 2005, le groupe de blues américain "The jon spencer blues explosion", accompagné du chanteur Iggy Pop, lui rendent un hommage appuyé avec l'album "Sunday Nights: The Songs of Junior Kimbrough."
En 2006, le groupe de blues rock américain The Black Keys lui rend également 
hommage en publiant l'album de reprises Chulahoma.
Pour son premier défilé sous la bannière Yves Saint Laurent en octobre 2012, Hedi Slimane avait confié à Daft Punk le soin de remixer le titre I Gotta Try You Girl.

## Cinéma
Il est un des artistes suivi dans le documentaire Deep Blues: A Musical Pilgrimage to the Crossroads réalisé en 1992 par Dave Stewart en collaboration avec le critique musical Robert Palmer et le réalisateur Robert Mugge. Ce documentaire est centré sur le Delta blues et le North Mississippi Hill Country Blues(en).